# Côte d’Or FC
Côte d’Or Football Club w skrócie Côte d’Or FC – seszelski klub piłkarski, mający siedzibę w Grand’ Anse, grający w pierwszej lidze seszelskiej.

## Sukcesy
- I liga[1]:
  - mistrzostwo (4): 2013, 2016, 2018, 2024/25.

- Puchar Seszeli[2]:
  - finał (2): 2012, 2014.

- Puchar Ligi Seszelskiej[2]:
  - zwycięstwo (1): 2012
  - finał (1): 2013.

## Występy w afrykańskich pucharach
| Sezon     | Rozgrywki           | Runda    | Kraj              | Klub                 | Dom | Wyjazd | Dwumecz |
| --------- | ------------------- | -------- | ----------------- | -------------------- | --- | ------ | ------- |
| 2014      | Liga Mistrzów       | wstępna  | Angola            | Kabuscorp SC         | 1–2 | 1–5    | 2–7     |
| 2015      | Puchar Konfederacji | wstępna  | Etiopia           | Dedebit FC           | 2–3 | 0–2    | 2–5     |
| 2017      | Liga Mistrzów       | wstępna  | Etiopia           | Saint-George SA      | 0–2 | 0–3    | 0–5     |
| 2019/2020 | Liga Mistrzów       | wstępna  | Komory            | Fomboni FC           | 1–1 | 2–2    | 3–3     |
| 2019/2020 | Liga Mistrzów       | 1        | Południowa Afryka | Mamelodi Sundowns FC | 1–5 | 1–11   | 2–16    |
| 2019/2020 | Puchar Konfederacji | play-off | Egipt             | Al-Masry Port Said   | 0–4 | 0–2    | 0–6     |

## Stadion
Domowe mecze klub rozgrywa na stadionie o nazwie Stade d’Amitié w Grand’ Anse, który może pomieścić 2000 widzów.